# Lee Jung-eun
Lee Jung-eun (이정은?, 李姃垠?, 이정은LR, 이정은MR; Seul, 23 gennaio 1970) è un'attrice sudcoreana.
Ha debuttato a teatro nel 1991, apparendo poi al cinema in ruoli secondari in Byeonho-in (2013), Do-hui-ya (2014), Geomsa-oejeon (2015) e Goksung - La presenza del diavolo (2016) prima di ottenere parti più significative. Nota per il suo lavoro con Bong Joon-ho in Madre (2009) e Okja (2017), è meglio conosciuta a livello internazionale per il ruolo della governante Moon-gwang nel film premio Oscar Parasite, per il quale ha vinto un Blue Dragon Film Award, un Buil Film Award, un Chunsa Film Art Award e un Grand Bell Award come miglior attrice di supporto. Nel corso della sua carriera si è aggiudicata anche un Asia Pacific Screen Awards alla miglior interpretazione e un London Asian Film Festival alla miglior attrice per Hommage di Shin Su-won, oltre a numerosi altri riconoscimenti. Nel 2021 le è stato conferito l'Encomio del Primo Ministro della Corea del Sud.

## Filmografia

### Cinema
- Bulhui-ui myeongjak (불후의 명작?), regia di Shim Gwang-jin (2000)
- Wani-wa Junha (와니와 준하?), regia di Kim Yong-gyun (2001)
- Siseon 1318 (시선 1318?), regia di Kim Yae-yong, Lee Hyun-seung, Jeon Gye-soo, Bang Eun-jin e Yoon Sung-ho (2009)
- Madre (마더?), regia di Bong Joon-ho (2009)
- Jeon-gungnoraejarang (전국노래자랑?), regia di Lee Jong-pil (2013)
- Byeonho-in (변호인?), regia di Yang Woo-seok (2014)
- Do-hui-ya (도희야?), regia di Jung Joo-ri (2014)
- Cart (카트?), regia di Boo Ji-young (2014)
- Deoksuri 5hyeongje (덕수리 5형제?), regia di Jeon Hyung-joon (2014)
- Joseon myeongtamjeong: Sarajin nob-ui ttal (조선명탐정: 사라진 놉의 딸?), regia di Kim Sok-yun (2015)
- Helmeoni (헬머니?), regia di Shin Han-sol (2015)
- Teukjong: Ryangchensar-in-gi (특종: 량첸살인기?), regia di No Deok (2015)
- Mi-anhae saranghae goma-wo (미안해 사랑해 고마워?), regia di Jeon Yoon-soo (2015)
- Geunar-ui bun-wigi (그날의 분위기?), regia di Jo Kyu-jang (2016)
- Geomsa-oejeon (검사외전?), regia di Lee Il-hyung (2016)
- Joh-ahaejwo (좋아해줘?), regia di Park Hyun-jin (2016)
- 4deung (4등?), regia di Jung Ji-woo (2016)
- Sigan-italja (시간이탈자?), regia di Kwak Jae-yong (2016)
- Goksung - La presenza del diavolo (곡성?), regia di Na Hong-jin (2016)
- Uri yeon-ae-ui iryeok (우리 연애의 이력?), regia di Jo Seung-eun (2016)
- Nahollo hyuga (나홀로 휴가?), regia di Jo Jae-hyun (2016)
- Jaesim (재심?), regia di Kim Tae-yoon (2017)
- Bo-an-gwan (보안관?), regia di Kim Hyung-joo (2017)
- Okja (옥자?), regia di Bong Joon-ho (2017)
- Gunhamdo (군함도?), regia di Ryu Seung-wan (2017)
- A Taxi Driver (택시운전사?), regia di Jang Hoon (2017)
- Eoreundogam (어른도감?), regia di Kim In-seon (2018)
- Miss Baek (미쓰백?), regia di Lee Ji-won (2018)
- Malmo-i (말모이?), regia di Uhm Yoo-na (2019)
- Miseongnyeon (미성년?), regia di Kim Yoon-seok (2019)
- Parasite (기생충?), regia di Bong Joon-ho (2019)
- Uri jigeum manna (우리 지금 만나?), regia di Kim Seo-yoon, Kang I-gwan e Boo Ji-young (2019)
- Mistero Zoo: Sarajin VIP (미스터 주: 사라진 VIP?), regia di Kim Tae-yoon (2020)
- Yonggir-ine gopchangjip (용길이네 곱창집?), regia di Jung Ui-sin (2018)
- Naega jukdeon nal (내가 죽던 날?), regia di Park Ji-wan (2020)
- Jasan-eobo (자산어보?), regia di Lee Joon-ik (2021)
- Made in Rooftop (메이드 인 루프탑?), regia di Kim-Jho Gwangsoo (2020)
- Chukbog-ui jip (축복의 집?), regia di Park Hee-gwon (2022)
- Mar-imssireul butakhae (말임씨를 부탁해?), regia di Park Kyung-mok (2022)
- Hommage (오마주?), regia di Shin Su-won (2022)
- Annyeonghase-yo (안녕하세요?), regia di Cha Bong-joo (2022)
- Cheonbaksa toema yeon-guso: Seolgyeong-ui bimil (천박사 퇴마 연구소: 설경의 비밀?), regia di Kim Seong-sik (2023)

### Televisione
- Yeo-wang-ui gyosil (여왕의 교실?) – serie TV (2013)
- Pureun-geotap jero (푸른거탑 제로?) – serie TV (2013)
- Sitkong Royal Villa (시트콩 로얄빌라?) – serie TV (2013)
- Binnaneun romance (빛나는 로맨스?) – serial TV (2013)
- Angkeumhan dolsingnyeo (앙큼한 돌싱녀?) – serie TV (2014)
- Gogyocheose-wang (고교처세왕?) – serie TV (2014)
- Naegen neomu sarangseureo-un geunyeo (내겐 너무 사랑스러운 그녀?) – serie TV (2014)
- Sarangman hallae (사랑만 할래?) – serie TV (2014)
- Who Are You: Hakgyo 2015 (후아유 - 학교 2015?) – serie TV (2015)
- Oh My Ghost (오 나의 귀신님?) – serie TV (2015)
- Na-ui pantaseutikhan jangnyesik (나의 판타스틱한 장례식?) – miniserie TV (2015)
- Songgot (송곳?) – serie TV (2015)
- Remember - Adeur-ui jeonjaeng (리멤버 - 아들의 전쟁?) – serie TV (2015)
- Piribuneun sana-i (피리부는 사나이?) – serie TV (2016)
- Ssa-uja gwisin-a (싸우자 귀신아?) – serie TV (2016)
- Jiltu-ui hwasin (질투의 화신?) – serie TV (2016)
- Wolgyesu yangbokjeom sinsadeul (월계수 양복점 신사들?) – serie TV (2016-2017)
- Guksijip yeoja (국시집 여자?) – film TV (2016)
- Yeokdo-yojeong Kim Bok-ju (역도요정 김복주?) – serie TV (2016-2017)
- Nae-il geudae-wa (내일 그대와?) – serie TV (2017)
- Binggu (빙구?) – miniserie TV (2017)
- Dodungnom, dodungnim (도둑놈, 도둑님?) – serie TV (2017)
- Ssam, my way (쌈 마이웨이?) – serie TV (2017)
- Al sudo inneun saram (알 수도 있는 사람?) – serie TV (2017)
- Dangsin-i jamdeun sa-i-e (당신이 잠든 사이에?) – serie TV (2017)
- Chakhanmanyeojeon (착한마녀전?) – serie TV (2018)
- Ms. Hammurabi (미스 함무라비?) – serie TV (2018)
- Mr. Sunshine (미스터 션샤인?) – serie TV (2018)
- La moglie che ricordo (아는 와이프?) – serie TV (2018)
- Boksuga dor-a-watda (복수가 돌아왔다?) – serie TV (2018-2019)
- Nun-i busige (눈이 부시게?) – serie TV (2019)
- Eurachacha Waikiki (으라차차 와이키키?) – serie TV (2019)
- Angmaga neo-ui ireum-eul bureul ttae (악마가 너의 이름을 부를 때?) – serie TV (2019)
- Doctor tamjeong (닥터 탐정?) – serie TV (2019)
- Ta-in-eun ji-og-ida (타인은 지옥이다?) – serie TV (2019)
- When the Camellia Blooms (동백꽃 필 무렵?) – serie TV (2019)
- Hi Bye, Mama! (하이바이, 마마!?) – serie TV (2020)
- Ban-ui ban (반의 반?) – serie TV (2020)
- Han beon danyeo-wasseumnida (한 번 다녀왔습니다?) – serie TV (2020)
- Sipsi-ilban (십시일반?) – serie TV (2020)
- Law School (로스쿨?) – serie TV (2021)
- Wolgan jip (월간 집?) – serie TV (2021)
- Hometown Cha-Cha-Cha (갯마을 차차차?) – serie TV (2021)
- La giudice (소년심판?) – serie TV (2022)
- Our Blues - Vite intrecciate (우리들의 블루스?) – serie TV (2022)
- Yonder (욘더?) – serie TV (2022)
- Missing: Geudeur-i iss-eotda (미씽: 그들이 있었다?) – serie TV (2022)
- Behind Your Touch (힙하게?) – serie TV (2023)
- Un raggio di sole al giorno (정신병동에도 아침이 와요?) – serie TV (2023)
- A Bloody Lucky Day (운수 오진 날?) – serie TV (2023)
- Miss Night and Day (낮과 밤이 다른 그녀?) – serie TV (2024)
- Se un albero cade in una foresta (아무도 없는 숲속에서?) – serie TV (2024)
- La valigia (트렁크?) – serie TV (2024)
- Light Shop (조명가게?) – serie TV (2024)
- Heavenly Ever After (천국보다 아름다운?, Cheon-gukboda areumda-unLR) – serie TV (2025)